# Pascal Caucheteux
Pour les articles homonymes, voir Caucheteux.
Pascal Caucheteux, né le 27 mars 1961 à Vincennes est un producteur de cinéma français et directeur de la société Why Not Productions.

## Biographie
Pascal Caucheteux est un producteur indépendant qui a fondé, avec Grégoire Sorlat, la société Why Not Productions en 1990 afin de financer le cinéma d'auteur dont il est considéré comme une « pierre angulaire, ». Réputé « taiseux » et discret, exigeant avec les réalisateurs, il leur laisse cependant une marge de liberté dans la production des films, prenant parfois des risques de production et s'est fait une marque de fabrique des budgets rigoureux et maitrisés. Il intervient au moment du montage, présent auprès des réalisateurs « sans craindre le rapport de force ».
Pour son travail, il reçoit à trois reprises l'Étoile d'or du cinéma français (2006, 2010, 2011) et deux fois le prix Daniel Toscan du Plantier (2009, 2010) dans les catégories « producteur ».
Il est membre fondateur, actionnaire et dirigeant du Cinéma du Panthéon, Salon du Panthéon et Librairie du Panthéon, du Rosa Bonheur (Paris 19e), Rosa Bonheur sur Seine (Paris 7e), Rosa Bonheur à l'Ouest (Asnières-sur-Seine), et des restaurants La Cantina (Paris 15e) et Fratelli Pastore (Boulogne-Billancourt).

## Filmographie
Sauf indication contraire, les informations mentionnées dans cette section peuvent être confirmées par la base de données cinématographiques IMDb,  présente dans la section « Liens externes ».
- 1991 : La Vie des morts d'Arnaud Desplechin
- 1992 : La Sentinelle d'Arnaud Desplechin
- 1992 : In the Soup d'Alexandre Rockwell
- 1993 : La Naissance de l'amour de Philippe Garrel
- 1994 : Mirek n'est pas parti de Bojena Horackova
- 1995 : À cran de Solange Martin
- 1995 : Mademoiselle Personne - Jean-Louis Murat Alive de Pascale Bailly
- 1995 : The Doom Generation de Gregg Araki
- 1996 : The Pompatus of Love de Richard Schenkman
- 1996 : N'oublie pas que tu vas mourir de Xavier Beauvois
- 1996 : Le Cœur fantôme de Philippe Garrel
- 1996 : Comment je me suis disputé… (ma vie sexuelle) d'Arnaud Desplechin
- 1997 : Ma 6-T va crack-er de Jean-François Richet
- 1997 : Nowhere de Gregg Araki
- 1997 : Mange ta soupe de Mathieu Amalric
- 1998 : Lois et Franck de Alexandre Rockwell
- 1998 : Dieu seul me voit (Versailles-Chantiers) de Bruno Podalydès
- 1999 : Le Vent de la nuit de Philippe Garrel
- 1999 : Peau d'homme, cœur de bête de Hélène Angel
- 2000 : Comme un aimant d'Akhenaton et Kamel Saleh
- 2000 : Esther Kahn d'Arnaud Desplechin
- 2000 : Selon Matthieu de Xavier Beauvois
- 2001 : De l'amour de Jean-François Richet
- 2001 : Liberté-Oléron de Bruno Podalydès
- 2001 : Sobibor, 14 octobre 1943, 16 heures de Claude Lanzmann
- 2001 : Sauvage Innocence de Philippe Garrel
- 2003 : Le Mystère de la chambre jaune de Bruno Podalydès
- 2004 : Léo, en jouant « Dans la compagnie des hommes » d'Arnaud Desplechin
- 2004 : Rois et Reine d'Arnaud Desplechin
- 2004 : Ten'ja de Hassan Legzouli
- 2005 : Assaut sur le central 13 de Jean-François Richet
- 2005 : Vers Mathilde de Claire Denis
- 2005 : De battre mon cœur s'est arrêté de Jacques Audiard
- 2005 : Douches froides d'Antony Cordier
- 2005 : Le Parfum de la dame en noir de Bruno Podalydès
- 2005 : Le Petit Lieutenant de Xavier Beauvois
- 2007 : Mon fils à moi de Martial Fougeron
- 2007 : L'Aimée d'Arnaud Desplechin
- 2007 : Faut que ça danse ! de Noémie Lvovsky
- 2008 : Un conte de Noël d'Arnaud Desplechin
- 2009 : Country Teacher de Bohdan Sláma
- 2009 : Looking for Eric de Ken Loach
- 2009 : Bancs publics (Versailles Rive-Droite) de Bruno Podalydès
- 2009 : Little New York de James DeMonaco
- 2009 : Un prophète de Jacques Audiard
- 2009 : Non ma fille, tu n'iras pas danser de Christophe Honoré
- 2009 : Contes de l'âge d'or d'Ioana Uricaru, Hanno Höfer, Razvan Marculescu et Constantin popescu
- 2009 : White Material de Claire Denis
- 2009 : Contes de l'âge d'or - 2e partie de Cristian Mungiu
- 2010 : Happy Few d'Antony Cordier
- 2010 : Kaboom de Gregg Araki
- 2010 : Des hommes et des dieux de Xavier Beauvois
- 2010 : Route Irish de Ken Loach
- 2011 : La Maladie du sommeil d'Ulrich Köhler
- 2011 : Love and Bruises de Lou Ye
- 2011 : Les Bien-Aimés de Christophe Honoré
- 2012 : De rouille et d'os de Jacques Audiard
- 2012 : Adieu Berthe de Bruno Podalydès
- 2012 : La Part des anges de Ken Loach
- 2012 : Au-delà des collines de Cristian Mungiu
- 2013 : American Nightmare (The Purge) de James DeMonaco
- 2013 : Jimmy P. (Psychothérapie d'un Indien des Plaines) d'Arnaud Desplechin
- 2014 : Jimmy's Hall de Ken Loach
- 2014 : Bodybuilder de Roschdy Zem
- 2014 : White Bird (White Bird in a Blizzard) de Gregg Araki
- 2014 : Fidelio, l'odyssée d'Alice de Lucie Borleteau
- 2015 : La Rançon de la gloire de Xavier Beauvois
- 2015 : Trois souvenirs de ma jeunesse d'Arnaud Desplechin
- 2015 : Comme un avion de Bruno Podalydès
- 2015 : Dheepan de Jacques Audiard
- 2015 : Blood Father de Jean-François Richet
- 2016 : La Tortue Rouge (film d'animation) de Michael Dudok de Wit
- 2016 : Moi, Daniel Blake de Ken Loach
- 2016 : Baccalauréat de Cristian Mungiu
- 2016 : Jackie de Pablo Larraín
- 2017 : Les Fantômes d'Ismaël d'Arnaud Desplechin
- 2017 : Faute d'amour (Loveless) de Andrey Zvyagintsev
- 2017 : A Beautiful Day (You Were Never Really Here) de Lynne Ramsay
- 2017 : Ice Mother de Bohdan Sláma
- 2018 : Bécassine de Bruno Podalydès
- 2018 : Black Snake de Thomas N'Gijol et Karole Rocher
- 2018 : Les Frères Sisters (The Sisters Brothers) de Jacques Audiard
- 2018 : L'Homme fidèle de Louis Garrel
- 2019 : Roubaix, une lumière d'Arnaud Desplechin
- 2021 : Tromperie d'Arnaud Desplechin
- 2022 : La Passagère de Héloïse Pelloquet
- 2023 : Jeanne du Barry de Maïwenn
- 2024 : La Petite Vadrouille de Bruno Podalydès
- 2024 : Emilia Perez de Jacques Audiard

## Distinctions
- 2006 : Étoile d'or du cinéma français du producteur
- 2009 : prix Daniel Toscan du Plantier du producteur
- 2010 :
  - Étoile d'or du cinéma français du producteur
  - Prix Daniel Toscan du Plantier du producteur
- 2011 : Étoile d'or du cinéma français du producteur[3]
- 2016 : Prix Daniel Toscan du Plantier du producteur